# Melchiorre d'Enrico

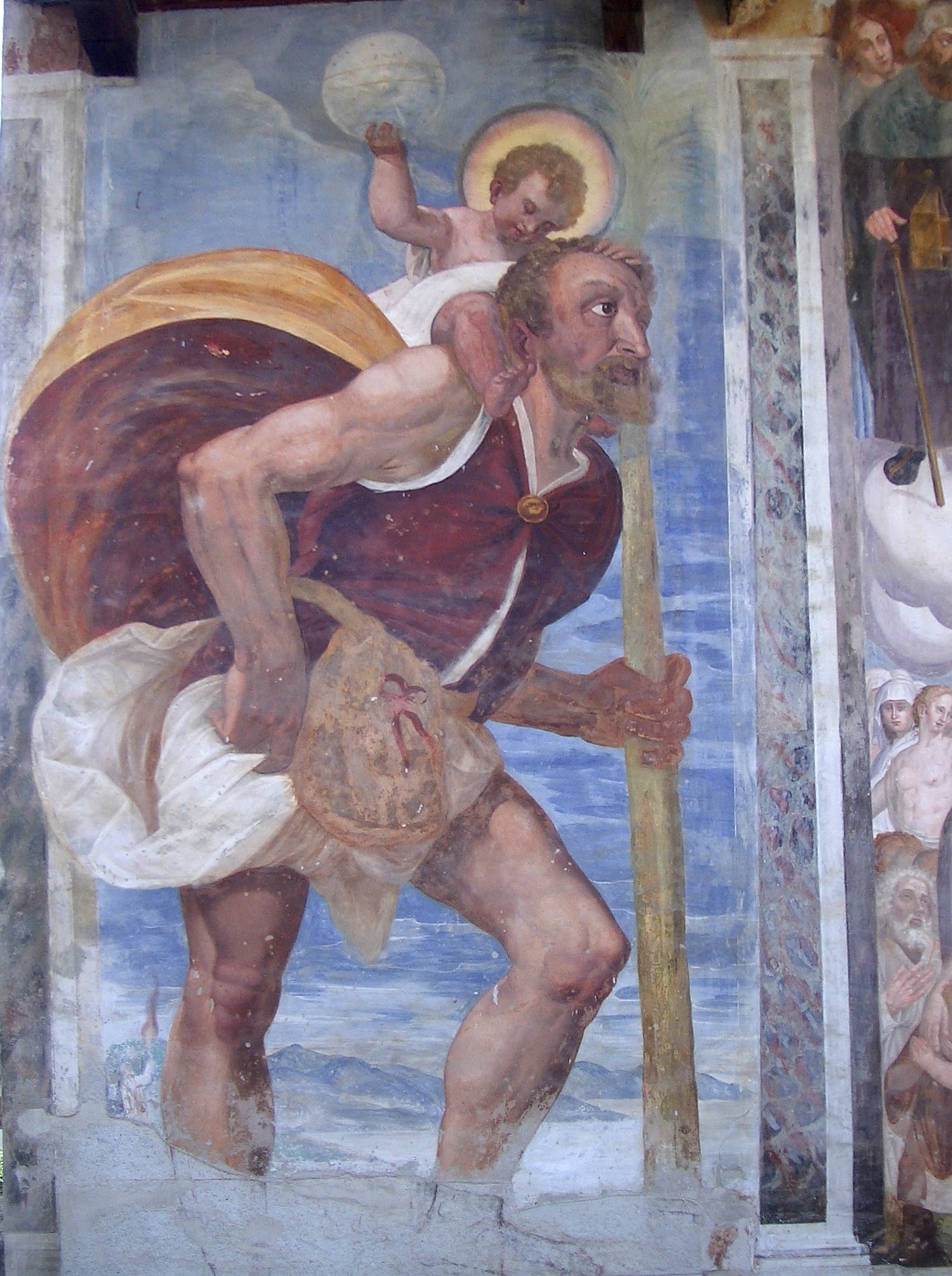
San Cristoforo, 1596-97, affresco giovanile sulla facciata della parrocchiale di San Michele a Riva Valdobbia

Melchiorre d'Enrico (Alagna Valsesia, 1573 circa – Varallo, 1642 circa) è stato un pittore italiano, che operò soprattutto in Valsesia accanto ai più celebri fratelli, Giovanni d'Enrico e Antonio d'Enrico, detto Tanzio da Varallo.

## Vita e profilo artistico
Nacque verso il 1573 ad Alagna in Valsesia, nell'ambito di una famiglia di artisti: suo fratello Giovanni divenne il principale scultore attivo al Sacro Monte di Varallo; l'altro fratello Antonio (più noto come Tanzio da Varallo) è considerato uno dei principali esponenti della pittura piemontese e lombarda del XVII secolo.
Pur essendo, per così dire, vissuto all'ombra dei due più celebri fratelli, la sua statura artistica non può essere sottovalutata.

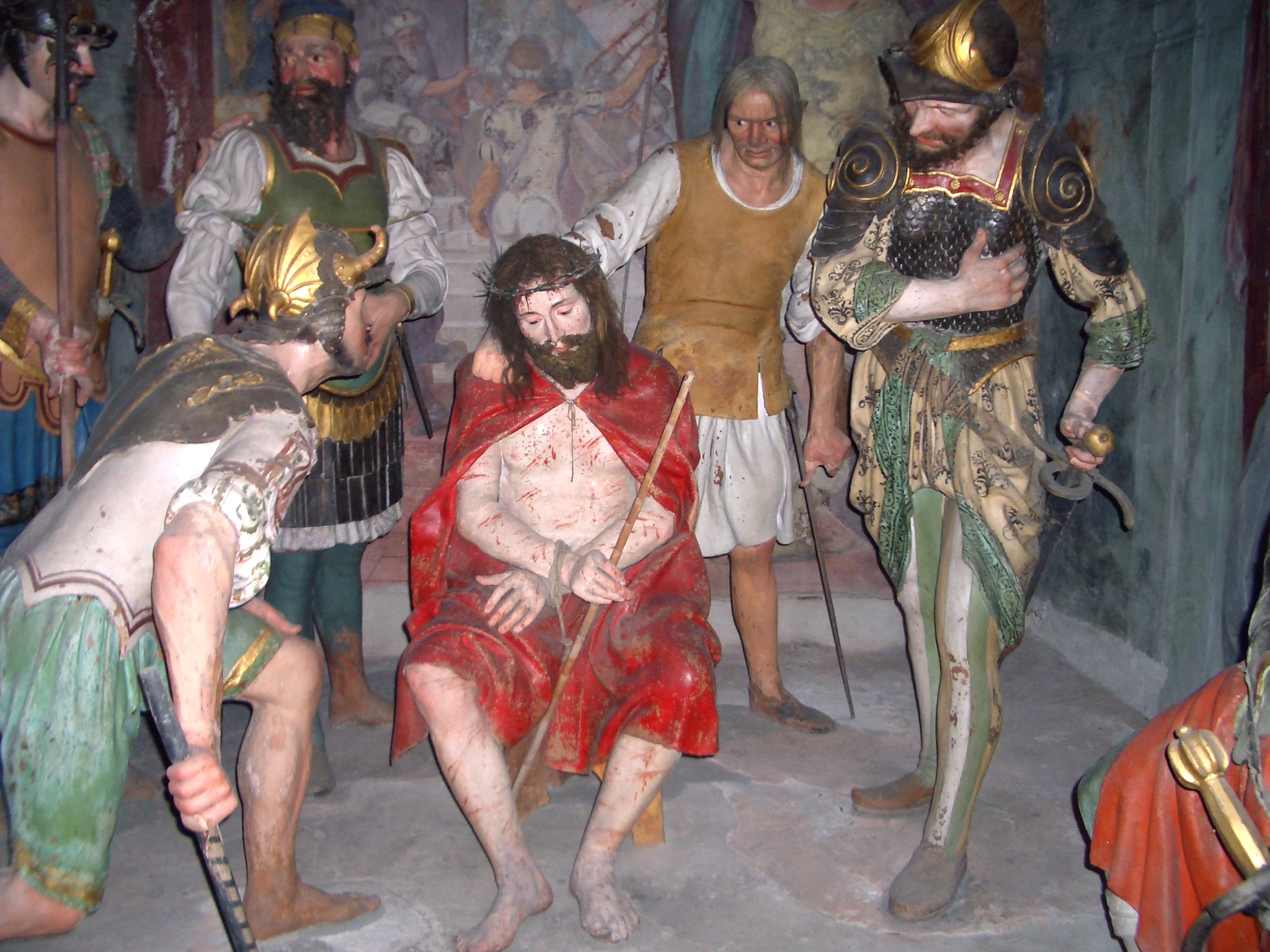
Sacro Monte di Varallo, Cappella XXXI, Derisione di Cristo, statue di Giovanni d'Enrico, sulle pareti affreschi di Melchiorre d'Enrico e G. Giacomo Testa

Il suo apprendistato artistico dovette essere analogo a quello di Tanzio, con un praticantato nell'arte della scultura (segnatamente della costruzione di statue in terracotta) svolto sotto la guida del fratello Giovanni, e con un percorso di sviluppo dell'arte di dipingere di cui non si hanno informazioni attendibili.
Sappiamo che in data anteriore al 1600 – mentre per Tanzio non ci sono notizie di opere realizzate – Melchiorre aveva già al proprio attivo significative commesse. A lui sono stati attribuiti gli affreschi realizzati nel 1597 a Riva Valdobbia, sulla facciata della chiesa di San Michele, raffiguranti un San Cristoforo ed un grandioso Giudizio Universale. Il ciclo pittorico, realizzato con tratti piuttosto acerbi, si fa notare per la complessa impaginazione e per la ricerca coloristica di soluzioni ad effetto..
Nel 1600 Melchiorre partì, assieme al fratello Tanzio, alla volta di Roma. Una lettera di patronaggio del prorettore della Valsesia ne attesta il proposito di recarsi pellegrini al giubileo indetto da papa Clemente VIII e di vivere con i proventi della loro attività di pittori. Nulla si sa sul suo soggiorno romano.
Fece ritorno in Valsesia in data imprecisata, ma ben prima del fratello, chiamato forse da Giovanni per rispondere all'urgenza dei lavori al Sacro Monte.
Nel rinnovato fervore di tale cantiere lavorò verosimilmente presso la bottega del fratello Giovanni (dipingendo le statue oppure operando come aiuto plasticatore).
Verso il 1614 ebbe modo di evidenziare le sue qualità di pittore affrescando (assieme a Gian Giacomo Testa) la cappella XXXI (La coronazione di spine), quando Giovanni vi aveva già realizzato l'apparato statuaro.
Nel 1619, ancora sulla scia del fratello, ricevette dai fabbriceri la commessa per gli affreschi della cappella XXIII (La cattura di Cristo). Si trattò di un compito più impegnativo del precedente, che comportava - oltre agli scorci paesaggistici - la realizzazione di figure di angeli che si affacciano sulla scena reggendo stendardi con storie del Vecchio Testamento. 
Sempre con il fratello Giovanni, Melchiorre fu attivo anche nei cantieri dei Sacri Monti di Oropa e di Orta San Giulio.
Più tardi si saldò un maggiore rapporto di collaborazione con Tanzio. Nel 1627 presenziò anch'egli alla firma del contratto per gli affreschi della cappella dell'Angelo Custode nella basilica di San Gaudenzio a Novara.
Nel 1633, quando Tanzio morì, era forse già impegnato con lui a Borgosesia, nella realizzazione degli affreschi della cappella Gibellini, nella collegiata dei Santi Pietro e Paolo e, subito dopo, venne dai committenti incaricato della continuazione dell'opera.
La pala d'altare della Chiesa di San Giacomo a Varallo gli è stata attribuita.